# NGC 3975
NGC 3975 is een spiraalvormig sterrenstelsel in het sterrenbeeld Grote Beer. Het hemelobject werd op 21 februari 1874 ontdekt door de Ierse astronoom Lawrence Parsons.

## Synoniemen
- MCG 10-17-103
- PGC 37480